# Space Engine
Space Engine (espressione inglese per motore spaziale o Engine dello spazio) è un simulatore spaziale singleplayer, attualmente in fase di sviluppo e disponibile su Steam, programmato quasi interamente dal programmatore-astronomo russo Vladimir Romanyuk. Il programma tramite una generazione procedurale riesce a generare un'infinità di sistemi planetari, satelliti e asteroidi del tutto pseudo-casuali.

## Modalità di gioco
Questa lista è suscettibile di variazioni e potrebbe essere incompleta o non aggiornata.

- Planetario: Puoi muoverti liberamente per l'universo senza alcuna limitazione, esplorazione di pianeti, stelle, galassie ecc... (possibilità di atterrare su pianeti e stelle)
- Simulatore di volo: simile al planetario, ma con questa modalità si possono creare e piazzare delle astronavi pilotabili con leggi fisiche accurate (questa modalità è ancora in fase di sviluppo, però è sempre giocabile)
- Impostazioni: impostazioni generali del gioco, grafiche, e visuali.
- Strumenti: vari tutorial sull'utilizzo dei vari strumenti di gioco, come ad esempio la cattura dei video, esportazione textures, editor planetari e per le astronavi ecc...
- Crediti: la possibilità di visualizzare le persone che hanno contribuito / programmato il simulatore di Space Engine.
- Esci: uscire dalla simulazione.

## Caratteristiche
Questa lista è suscettibile di variazioni e potrebbe essere incompleta o non aggiornata.

- È rappresentata buona parte dei corpi celesti: stelle, pianeti, asteroidi, ammassi stellari, nebulose e galassie.
- L'osservatore può muoversi in qualunque punto dell'universo sfruttando la scala giusta per ogni occasione.
- L'osservatore può muoversi tramite i tasti WASD come in qualunque gioco sparatutto, e solo nella modalità Spacecraft e Aircraft si è soggetti alle forze d'inerzia.
- Il moto orbitale di ogni corpo celeste è calcolato in tempo reale; l'osservatore può modificare il flusso del tempo a suo piacimento.
- Sono presenti navi spaziali controllabili.
- Supporto per addon e modding.
- Simula la dinamica delle nuvole dei giganti gassosi.
- Simula le aurore polari.
- Simula l'effetto lente gravitazionale per i buchi neri e le stelle di neutroni.
- Simula l'effetto di curvatura dello spazio, come sarebbe vista da un ipotetico astronauta a bordo di un veicolo spaziale che si approssimasse all'orizzonte degli eventi di un buco nero o alla superficie di una stella di neutroni.
- Possiede un database con cui è possibile aggiornare la descrizione e il nome di ogni corpo celeste.
- Interfaccia in 20 lingue (in varie fasi di completamento), con strumenti atti ad aggiungere nuove traduzioni.

## Curiosità
- La superficie dei pianeti è generata proceduralmente solo quando essi non possiedono dati originali.
- Alcuni pianeti che possiedono caratteristiche favorevoli alla vita avranno la denominazione "...with life" (seguita dal tipo di organismi probabilmente presenti, ad esempio se sono unicellulari, o pluricellulari, marini, aerei o superficiali).
- Sono presenti numerose classi di pianeti con diverse caratteristiche.
- Ogni galassia possiede un buco nero supermassiccio all'interno del suo centro galattico.